# Onde Bate o Sol
Onde Bate o Sol é uma longa-metragem melodramática portuguesa de 1989, realizada e escrita por Joaquim Pinto. O filme é protagonizado por António Pedro Figueiredo e Laura Morante, interpretando respetivamente os irmãos Nuno e Laura, que durante um verão quente no interior rural do país, se envolvem em relações amorosas impossíveis e proibidas, das quais não ousam falar.
A longa-metragem fez parte do programa do Festival Internacional de Berlim, onde estreou em fevereiro de 1989. Nos cinemas em Portugal, Onde Bate o Sol foi lançado comercialmente apenas cinco anos depois, a 12 de julho de 1994.

## Sinopse
Numa quinta do interior rural de Vouzela, Laura vive infeliz com o seu marido, um homem bastante mais velho do que ela. Durante um verão quente, Laura recebe a visita do irmão mais novo, Nuno. Ele cedo se apercebe de como a relação da irmã com o cunhado funciona apenas para manter as aparências.
Alberto, um funcionário da quinta, leva Nuno a passear por caminhos agrestes, oliveiras, rochedos e rios, para que conheça o espaço. A amizade dos dois faz com que o jovem explore uma orientação amorosa da qual nunca suspeitara e que tenta abafar. O modo como os relacionamentos dos irmãos evoluem colocam-nos um contra o outro.

## Elenco
- Laura Morante, como Laura;
  - Dobragem por Maria de Medeiros.[9]
- António Pedro Figueiredo, como Nuno.
- Marcello Urgeghe, como Alberto;
  - Dobragem por António Ricardo.
- Manuel Lobão, como Francisco.
- Joaquim Vicente, como Artur;
  - Dobragem por Luís Miguel Cintra.
- Francisco Nascimento, como Zé.
- Maria Ortega, como Professora.
- Arnaldo Saraiva, como Sr. Saraiva.
- Inês de Medeiros, como Graça.[10]

## Equipa técnica
- Realização: Joaquim Pinto.
- Argumento: Joaquim Pinto e Eduarda Chiote.[11]
- Cinematografia: Joaquim Pinto.
- Montagem: Cláudio Martinez.
- Direção de som: Francisco Veloso.
- Misturas: Joaquim Pinto e Vasco Pimentel.
- Música: Miso Ensemble, Michael Glassbuner, Kenneth Frazer, Mário Franco, Sei Miguel e Croix Sainte.
- Produção: João Pedro Bénard da Costa e Marina Meireles.
- Assistente de realização: Inês de Medeiros.

## Produção

### Desenvolvimento
No final da década de 1980, João César Monteiro desafia Joaquim Pinto a produzir Recordações da Casa Amarela (1989), algo que o entusiasmou: "O César veio ter comigo e pareceu-me um desafio que valia a pena. Estávamos todos entusiasmados, convictos de que iria marcar um corte em relação ao que se estava a fazer e aos filmes anteriores do César." Assumindo que a sua prioridade deveria ser ao serviço de reinventar um papel de produtor, Pinto entra em rodagem com Onde Bate o Sol pretendendo redirecionar os fundos recebidos pelo Instituto Português de Cinema, RTP e Fundação Calouste Gulbenkian a favor de Recordações da Casa Amarela, que não fora subsidiado: "Com Onde Bate o Sol percebi que não podia continuar a fazer as duas coisas [ser realizador e produtor]. E que era mais importante proporcionar o trabalho de outros. A prioridade não era fazer os meus filmes, mas tornar as coisas possíveis".
O argumento e personagens do filme são inspirados em vivências, familiares ou conhecidos de Joaquim Pinto. O protagonista foi chamado de Nuno, referência a Nuno Leonel, parceiro do realizador. Joaquim Vicente, pai de Pinto, interpreta o papel de Artur, ainda que dobrado pela voz do Luís Miguel Cintra.

### Rodagem
As gravações de Onde Bate o Sol decorreram em 1988, em Lusinde, na Serra da Estrela, e em Vouzela, numa quinta onde Manuel Lobão, um dos membros do elenco do filme, trabalhava.

## Continuidade artística
São várias as linhas de continuidade entre o primeiro filme de Joaquim Pinto, Uma Pedra no Bolso (1988), e Onde Bate o Sol, para além de membros do elenco. Desde logo, une as obras o seu formato de longa-metragem de ficção com temáticas pessoais, perspetiva nostálgica e um estilo melodramático que contrasta com os filmes formalmente radicais do alto modernismo que ele fazia na época, com Manoel de Oliveira por exemplo. Vários cinéfilos, como Max Nelson, consideram Nuno, o protagonista de Onde Bate o Sol, uma versão cinco anos mais velha de Miguel, o protagonista de Uma Pedra no Bolso. Ambos personagens estão mesma descoberta e mutação identitária, ainda que em períodos diferentes da adolescência. Nuno assume-se mais velho, melancólico e frio, transpondo uma presença e desejo sexual que se distingue da inocência de Miguel. Ambos os filmes apresentam também um personagem jovem mais periférico, trabalhadores rurais com uma influência erótica desestabilizadora sobre todos com quem se relacionam: João em Uma Pedra no Bolso e Alberto em Onde Bate o Sol, reminescentes do forasteiro de Teorema (1968). Ambos personagens servem de guia dos protagonistas no espaço envolvente e nas emoções que surgem, despoletando uma nova compreensão do próprio corpo, da orientação sexual e do amor.

## Distribuição
A apresentação de Onde Bate o Sol decorreu a fevereiro de 1989, na secção Panorama do Festival Internacional de Cinema de Berlim. A longa-metragem chegou aos cinemas de Portugal apenas cinco anos depois, a 12 de julho de 1994.
Este filme viria a integrar uma retrospetiva integral dos filmes de Joaquim Pinto e Nuno Leonel na reabertura da temporada de programação Cinemateca Portuguesa em 2014. Onde Bate o Sol foi exibido a 5 de setembro desse ano.

### Festivais
Após a sua estreia no Festival de Berlim, Onde Bate o Sol foi selecionado para integrar outros festivais internacionais de cinema, dos quais se destacam:
- Festival Internacional de Cinema de Toronto (Canadá, 10 de setembro de 1989);[20]
- Festival Internacional de Cinema de Roterdão (Países Baixos, 1990);[21]
- Portugese Film Week (Dinamarca, 8 de fevereiro de 1991);
- 17° Torino Film Festival (Itália, 1998);[22]
- Festival Harvard na Gulbenkian - Diálogos sobre o Cinema Português e o Cinema do Mundo (Portugal, 2014).[23]

## Receção crítica
O crítico do Público, Luís Miguel Oliveira, defendeu Onde Bate o Sol, enquanto "filme frágil, essa fragilidade não demora muito a começar a trabalhar em favor do filme. Poder-se-ia defender, sem grande esforço de retórica, que se trata mesmo de um filme que faz da ideia de fragilidade uma das suas linhas principais". Num texto bastante elogioso da longa-metragem, José Oliveira (Out) destaca o trabalho de Joaquim Pinto: "este grande cineasta artesão volta a pôr tudo em causa, não se filiando em nenhum partido ou corrente. Nem arte povera, nem amadorismo no que tanto superficialmente se apreendeu da palavra e do seu modo de fazer, nada de teorias, desculpas ou cauções. [...] Não cede jamais lugar à mediocridade ou ao facilitismo." Numa análise da obra na publicação Humanitas, Francisco Javier Tovar Paz apresenta uma perspetiva mais moderada ainda que igualmente lisonjeadora da abordagem de Pinto: "Certamente não é um filme totalmente satisfatório, especialmente devido a uma dispersão forçada de pontos de vista [...] mas isso já é um indício de que, ainda que de forma evasiva, o realizador propõe algo mais do que o enquadramento paisagístico e climático onde situar uma série de paixões de natureza sexual."
Onde Bate o Sol recebeu o Prémio Découvertes, atribuído pela Cinemateca Real da Bélgica, em 1989.